# Machine Man
Machine Man (Aaron Stack, Número de Serie Z2P45-9-X-51 o X-51 para abreviar, y traducido en ocasiones al castellano como Máquina Vital en España y en HispanoAmérica, Hombre Máquina) es un personaje ficticio, un androide superhéroe que aparece en los cómics estadounidenses publicados por Marvel Comics. El personaje fue creado por Jack Kirby para 2001: A Space Odyssey #8 (Julio de 1977), un cómic escrito y dibujado por Jack Kirby, basándose en conceptos de la película de Stanley Kubrick 2001: A Space Odyssey, y a su vez en el cuento El centinela, de Arthur C. Clarke. Tiempo después, Machine Man empezó sus aventuras en su propia serie creada por Kirby. Es un robot, el único que queda de su serie, y fue criado como un humano por el científico Abel Stack.

## Publicaciones

### Volumen 1
Machine Man originalmente apareció en las páginas de 2001: A Space Odyssey #8 (julio de 1977), el cual fue escrito y dibujado por Jack Kirby, donde se le llamaba Mister Machine. Volvería a aparecer en su propia serie bajo el nombre de "Machine Man" en 1978.
Con este título Machine Man entró de lleno en el Universo Marvel. Jack Kirby escribió y dibujó los primeros nueve números, donde se trata a Machine Man como un fugitivo militar tras la muerte de su creador y se introduce los primeros contactos con la humanidad. La edición fue cancelada al final de 1978.
Machine Man apareció la siguiente vez en un arco argumental de The Incredible Hulk formado por tres números (#235-237). El robot se encontró luchando contra el gigante verde junto con su amigo humano, Dr. Peter Spaulding. Al final de esta historia entró en un estado de total apagado, esperando al relanzamiento de su serie unos meses después.
El título fue relanzado en el número #10 tras una interrupción de nueve meses. La situación cambió a un Machine Man viviendo entre la humanidad, e intentando entender sus nuevas emociones. Marv Wolfman fue el nuevo guionista, junto con Steve Ditko, el cual ayudó a imprimir el carácter que Kirby le había dado en las historias anteriores. En el número #15 llegó un nuevo guionista, Tom DeFalco. La serie duró hasta el número #19, terminando en febrero de 1980.

### Volumen 2
Entre octubre de 1984 y enero de 1985, el título de Machine Man fue resucitado, en una miniserie de cuatro números escrita por Tom DeFalco con el dibujo de Herb Trimpe (con problemas, números 1-3) y Barry Windsor-Smith (que terminó él solo, los números 1-3 e hizo todo en el número 4), con Windsor-Smith también coloreando la miniserie entera y coguionizando el número 4 con DeFalco. Esta serie se convirtió en la más popular de todos los títulos de The Machine Man, intentando mantener la continuidad anterior, pero la acción se desarrolla en el distante cyberpunk futuro de 2020, empezando con el reemsamblado de Machine Man.
La miniseria fue reimpresa en un tomo de 96 páginas en 1988 (ISBN 0-07135-458-6), con una nueva portada realizada por Barry Windsor-Smith.
La miniserie fue reeditada otra vez en 1994 como un cómic de tamaño doble, con el nombre Machine Man 2020. Los personajes de este futuro alternativo han hecho sus apariciones en otras historias de Marvel, llamado Arno Stark, el mercenario Iron Man 2020.
En 1990, Machine Man coprotagonizó el Iron Man Annual #11 (parte de la historia "Terminus Factor" ). Esta historia sugiere que el Machine Man del 2020 no sea el real sino un duplicado creado por Sunset Bain.

### Volumen 3
En 1999 Marvel trajo de vuelta al personaje en una serie llamada X-51, The Machine Man. Esta serie le dio a Machine Man un bug de programación que hacia que atacara de forma incontrolada a cualquier mutante con el que se cruzara. Sufrió un cambio de aspecto dándole un aspecto más robótico y sus poderes fueron cambiados. La serie duró veinte números.

## Biografía ficticia
Machine Man, cuyo nombre real es Z2P45-9-X-51, fue el último de los robots sintientes creados por el "Broadhurst Center for the Advancement of Mechanized Research" en Central City, California, por el experto robótico Dr. Abel Stack para el ejército estadounidense. Sin embargo, todos los 50 robots experimentales iniciales tomaron conciencia y se volvieron psicóticos, debido a la falta de identidad.
X-51 fue el único superviviente, que fue tratado como un hijo por Stack y le fue dado una máscara humana. Después de que muriera intentando protegerle, X-51 asumió el nombre de Aaron Stack y escapó de su confinamiento, solo para ser implacablemente perseguido por el ejército. X-51 fue llamado "Mister Machine" por un chiquillo en el número #9 de 10 en la serie de 2001. De mientras, Machine Man inició contacto con la humanidad para comprenderla mejor. Tras ser capturado y posteriormente liberado, Machine Man fue encontrado por el psiquiatra Peter Spaulding. También luchó con las tropas del Coronel Krag. Tras esto, contacto por vez primera con Curtiss Jackson. Junto a Hulk, luchó contra Curtiss Jackson. Tras este encuentro , X-51 fue rediseñado y reconstruido por el Dr. Oliver Broadhurst. En el Machine Man Vol. 1 #15 ocurrió el primer encuentro con Los 4 Fantásticos. Conoció al mecánico "Gears" Garvin, y luchó contra Baron Brimstone. También luchó contra Madame Menace. En el Machine Man Vol. 1 #18 ocurrió el primer encuentro con Aurora, Northstar, y Sasquatch de Alpha Flight. Spaulding y Garvin le crearon una identidad nueva como Aaron Stack, investigador de seguros para Delmar Insurance Company, pero siguió teniendo aventuras como superhéroe.
En Iron Man v1 #168 (March, 1983), intentó visitar a Iron Man. Machine Man buscaba comparar pareceres con Iron Man. En ese momento, Iron Man estaba borracho, iracundo, y bajo un enorme estrés por las maquinaciones de Obadiah Stane. Iron Man atacó a Machine Man y casi mata a dos de sus empleados. En el último segundo, el brazo extensible de Machine Man los puso fuera de su alcance.
En una reunión con Thing de los Fantastic Four, Machine Man conoció por primera vez y se enamoró de otro robot sintiente, Yocasta. Junto a La Cosa y Jocasta, lucharon contra Ultron. Durante la batalla, Machine Man fue testido de la aparente destrucción de Jocasta a manos de Ultron.
Posteriormente luchó al lado de los Vengadores, lo que le condujo a ser un miembro en la reserva de los vengadores.
Fue capturado por S.H.I.E.L.D., que querían utilizar su tecnología para crear a otro robot como el, Deathlok.
Ayudó a los X-Men y a Douglock contra el villano Red Skull, que había tomado el Helitransporte.
Le echó una mano a los X-Men contra Bastion y sus Centinelas. Como consecuencia, fue infectado por la programación del centinela, asumiendo una apariencia más robótica en la siguiente serie X-51, y perdiendo el control cuando se cruzaba con cualquier mutante.
Durante esta serie estuvo huyendo de Sebastian Shaw, que quería su tecnología para sí mismo. A causa de su nueva programación, mientras buscaba ayuda de los vengadores, atacó a Justice y a Firestar. Por esta razón, a X-51 le fue revocada su pertenencia a los vengadores. Al final de X-51, X-51 encontró uno de los monolitos y desapareció, llevándolo a la presencia de los creadores de los monolitos, las entidades cósmicas conocidas como Celestiales (Celestials).

### Nextwave: Agentes de H.A.T.E.
La serie Nextwave de Warren Ellis y Stuart Immonen hace que Machine Man se una a un equipo formado por Highest Anti-Terrorism Effort, o H.A.T.E. (una filial de Beyond Corporation©) para combatir Unusual Weapons of Mass Destruction.
Ahora prefiere ser llamado simplemente Aaron, Machine Man está asociado con Monica Rambeau, Tabitha Smith, Elsa Bloodstone y The Captain, y el equipo pronto descubrirá que H.A.T.E. está fundada por Beyond Corporation©.
Llamando a los humanos "los carnosos" y expresando orgullo por sus "partes robóticas" - las cuales las utiliza para aniquilar a Fin Fang Foom - Aaron desarrolla una afición por el alcohol, indicando en varias ocasiones "Mi cerebro robótico desea cerveza". No se lleva bien con los compañeros de su equipo debido a su altanería, y como se ve en un flashback, tras ser llevado al espacio por los Celestiales al final de su serie anterior, este fue abandonado en la tierra por los celestiales porque le consideraban inútil para sus propósitos.
X-51 tiene una fijación con el pecho de su compañera de equipo Elsa Bloodstone, cosa que le incomoda sobremanera.
Ha sido revelado que mientras era agente de H.A.T.E, Aaron se colaba frecuentemente en la habitación de Dirk Anger para robarle cerveza hasta que Anger lo pillo con las manos en la masa ("Pensé que lagarto escurrido era el nombre de una cervecería". Posteriormente usó este conocimiento para robar un traje de la madre de Anger, para mantenerla como rehén y poder realizar una escapada segura de Nextwave.
Esta caracterización es fuertemente reñida con la representación anterior del hombre máquina como una persona amable y lógica.
Esta caracterización está fuertemente reñida con la representación anterior de Machine Man, como un a persona amable y lógica. Warren Ellis y Joe Quesada explicó que Nextwave no entraba dentro de la continuidad del Universo Marvel. Sin embargo, las apariciones posteriores de Aaron Stack en el universo Marvel son consistentes con Nextwave.

### The Initiative
Machine Man aparece en un flashback en Iron Man v1 #168 (marzo de 1983), en Iron Man/Captain America: Casualties of War. Intentando convencer al Captain America de lo acertado de su posición, Iron Man dice que Machine Man viene a visitarlo. Machine Man estuvo buscando comparar notas con Iron Man, pensando que también era un robot como Machine man. Borracho, iracundo, y bajo un considerable presión por las maquinaciones de Obadiah Stane, Iron Man ataca a Machine Man y casi mata a dos de sus empleados. En el último segundo, Machine Man usa su brazo extensible para quitarlos de la trayectoria. Iron Man usa este incidente como necesidad para llevar un registro de la población superheroica.
Aaron y Sleepwalker son recrutados para ayudar a Ms. Marvel a encontrar su compañera de equipo Araña como parte de la fuerza de choque de S.H.I.E.L.D. conocida como Operation Lightning Storm. En la portada promocional para esta aparición, llevaba puesto el disfraz que llevó durante Nextwave. Su apariencia es totalmente acorde con Nextwave: lleva el mismo disfraz y muestra la misma absurda y delirante personalidad, en lugar de su faceta amigable y lógica. Revela que la agente Maria Hill de S.H.I.E.L.D. le ha ofrecido compensación económica para unirse a la iniciativa, enfureciendo de esta manera a Ms. Marvel, que lo había apoyado desde el principio gratuitamente. Estuvo mucho tiempo en Chile a bordo del Minicarrier 13, cuartel general de Ms. Marvel en ese momento.
Aparte de una compensación económica, S.H.I.E.L.D. también ha proporcionado a Aaron un Life Model Decoy de Monica Rambeau, la cual está programada para llorar por él.

### Marvel Zombies
Machine Man aparece dos veces en el "Marvel Zombies" universo, inicialmente como un cameo como parte de Nextwave que se involucran en la batalla contra los héroes infectados y son masacrados en "Marvel Zombies vs. The Army of Darkness", como también ocurre en "Marvel Zombies 3". Como en la historia original, Machine Man acepta una asignación en nombre de A.R.M.O.R. para acompañar a Yocasta para conseguir una muestra de sangre de un muerto viviente del "Marvel Zombies" universo, y los dos son transportados allí por Portal. Al principio quiere completar su misión solo por dinero, hasta que descubre que los zombis están clonando humanos para comérselos. Obtiene una muestra de células de la mujer de Kingpin, Vanessa, que seguía viva y Kingpin la mantenía segura. Machine Man ofrece las muestras a Jocasta, pero los zombis casi le destruyen, y Portal y Jocasta se ven forzados a dejar su cuerpo arruinado en esa dimensión. Tras esto Machine Man revela que fue una proyección holográfica de sí mismo la que luchó contra los zombis y capturó al zombi Lockjaw que lo utilizó para teleportarse de vuelta a nuestra dimensión. Tras deshacerse de los zombis restantes, Machine Man y Jocasta son asignados de vuelta a S.H.I.E.L.D.
Machine Man conserva su personalidad como se muestra en Nextwave y en la serie de Ms Marvel, sin embargo cuando Jocasta le describe le describe como diferente a la persona que conoció, X-51 le da una explicación.
Describiendo su personalidad anterior, amable como vinculada a "problemas no resueltos de edípicos", afirma han crecido cansado de salvar gente una y otra vez para ganar su amor, como él les amó.
Comenta que su personalidad amable anterior estaba vinculada a "problemas no resueltos de edípicos", afirma que está cansado de salvar gente una y otra vez para ganar su amor, tal y como el los ha amado. Sin embargo, al final de la serie, al eliminar a los últimos zombis que quedaban, dice que, "No, sabes que? Mi nombre es Machine Man y he salvado este jodido mundo!" aceptando su nombre que ha pasado tanto tiempo negando.
En Marvel Zombies 5, forma equipo con Howard el pato y una chica llamada Jacali y juntos viajan a través del multiverso luchando contra zombis con la esperanza de encontrar una cura para la plaga zombi. Para nada le gustó la decisión de Jocasta de casarse con Ultrón.

### Trabajando con Red Hulk
Bajo las órdenes del Capitán Steve Rogers, Machine Man hace equipo con Red Hulk el cual está haciendo un seguimiento de un rebelde Catarí llamado Dagan Shah (Red Hulk cree que está detrás de la muerte de su viejo amigo Will Krugauer).
Machine Man y Red Hulk llegan a Sharzhad donde encuentran a Dagan Shah llevando el disfraz de Arabian Knight el cual les deja pasar a través del campo de fuerza y llevarles a su palacio.
Una vez dentro del palacio, Dagan Shah se quita el disfraz, revelando su verdadera identidad como el Sultán Magus, y encarcela a Red Hulk y a Machine Man que muestra que el verdadero Arabian Knight está encarcelado en un cristal.
Mientras Sultan Magus vuela a El Cairo intenta sondear la mente Red Hulk para averiguar quien ha podido enviar a Red Hulk a Sharzhad, Red Hulk y Machine Man toman su ausencia para escapar.
Machine Man revela a Red Hulk que el Sultán Magus ha usado tecnlogía Rigellian para manipular el hidrógeno del agua corriente y terraformar una parte del desierto de Sharzhad.
Cuando el Sultán Magus vuelve, ataca a Red Hulk y a Machine Man.
Cuando el Arabian Knight es liberado de su encarcelamiento, Red Hulk y Machine Man continuna su lucha contra Sultán Magus hasta que el General Reginald Fortean llega para poner fin a la batalla. El General Reginald Fortean les dice a Red Hulk y a Machine Man que Sharzhad ha sido reconocido como una nación por la Liga Árabe con la condición de que Sultán Magus detenga el comercio de armas. Sultán Magus ordena a Red Hulk y a Machine Man abandonar Sharzhad, mientras planea su venganza contra Red Hulk.
Siguiendo un altercado con Red She-Hulk, Machine Man y Red Hulk siguen una pista que les lleva hasta la isla flotante de Zero/One, Ogygia. Mientras Red Hulk y Machine Man están luchando contra los monstruos marinos genéticamente modificados por Zero/One, Zero/One envía a Black Fog a luchar contra Machine Man y Red Hulk.
Usando un artefacto que le ha dado Jacob Feinman, Machine Man deshabilita los drones de Zero/One y libera a Black Fog del control de Zero/One, este deja la isla diciendo que su deuda está pagada.
Machine Man y Red Hulk llegan a Hawái para pelear contra la Hidra creada por ingeniería genética por Zero/One.
Hombre máquina fue construida por especialistas en ingeniería informática sin nombre bajo Dr. Oliver Broadhurst

## Poderes y habilidades
Machine Man fue construido por un equipo clandestino de ingenieros informáticos bajo las órdenes de Dr. Oliver Broadhurst en el centro de Broadhurst para el adelanto de la investigación mecanizada.
El Dr. Abel Stack era el programador jefe. Los materiales de Machine Man, su diseño, y su construcción (aleación de titanio)) le proveen con unas cuantas habilidades, al igual que el adamantium que forma parte de él. Posee fuerza, velocidad, aguante, dureza y reflejos sobrehumanos. Es un experto en repararse a sí mismo.Machine Man tiene agudeza visual sobrehumana. Posee un intelecto por encima de la media, con ilimitada capacidad de motivación personal, inteligencia creativa, y emociones humanas. Tiene capacidades cibernéticas de análisis, incluyendo la habilidad de procesar información y realizar cálculos con una velocidad y precisión sobrehumanos.
Machine Man obtiene su energía a través de la energía solar energía solar. También puede obtener energía de distintas fuentes, si fuera necesario. Machine Man tiene la habilidad de alargar sus brazos y piernas una distancia de alrededor 30 metros. Las manos de Machine Man están equipadas con dedos multiusos para distintas utilidades, algunos están siempre presente en sus dedos, y otras utilidades están almacenadas en un compartimentos oculto en su cinturón. Sus dedos contienen una gran variedad de armas, incluyendo: cromatógrafo de gases, interferómetro láser, radas de micro-pulsos, audiómetro, sismógrafo, detector de ondas gravitacionales, modulador de señales radioeléctricas, receptor multifrecuencia, láser de alta intensidad, y puede proyectar calor, frío o electricidad; uno de sus dedos ha sido mostrado conteniendo el mecanismo de disparo de una .357 Magnum que usa cuando es necesario. Puede realizar vuelos bajos gracias a sus discos anti-gravedad.
Durante la serie X-51 series, Machine Man tuvo una habilidad extra gracias a la nanotecnología. Principalmente consistía en autorreparación si se veía dañado, también producía cambios en su aspecto de número a número. Además tiene un cañón de vapor en su pecho.
En Nextwave, se convirtió en una Navaja Suiza viviente, disponiendo de una variedad de herramientas y armas para cada situación. Cuando se le pregunta si puede manchar a una mujer desde varios metros de distancia, Aaron simplemente responde: "estoy lleno de muchas cosas útiles."

## Otras versiones

### Seguros Delmar
En Nextwave #10, Forbush Man fuerza a cada miembro a experimentar la 'Forbush Vision'; maldiciéndolos a sufrir un aburrido y mundanal infierno propio. La pesadilla de Aaron era una vida como agente de seguros para Seguros Delmar en Central City, USA. Al golpear varias veces su cabeza contra un ordenador por depresión se decapita...tan solo para contestar al teléfono momentos después. Stack fue liberado de su pesadilla por la intervención del miembro de Nextwave Tabitha Smith.

### Earth X
Machine Man fue uno de los personajes principales de la trilogía Earth X. Transformado por un monolito en una versión transparente de sí mismo, Aaron fue forzado a ser el nuevo vigilante por Uatu que estaba ciego, el anterior vigilante, el cual no ha podido ver ningún acontecimiento desde hace veinte años. Engañando a Uatu, el cual intentó forzar a Machine Man a rechazar su humanidad, Machine Man accede a la tecnología del vigilante y ayuda a la humanidad a defenderse de los inminentes celestiales, revelando así los verdades orígenes de la comunidad superheróica. Después de defender a la tierra de los celestiales, Machine Man es usado para contactar con otras tierras paralelas para erradicar la amenaza celestial.

### Marvel Zombies
Al igual que su versión del universo normal haciendo viajes por el universo, Machine Man y sus Nextwave identidades de otros mundos hacen equipo en esta realidad; siendo destruidos por los zombis Power Pack. La versión clásica de Machine Man también aparece en Marvel Zombies Dead Days en el Helitransporte de S.H.I.E.L.D.

### Machine Man 2020
Machine Man fue reactivado en 2020 por un grupo de merodeadores llamados Midnight Wreckers (liderados por el antiguo amigo de X-51 Gears Garvin), y forzado a combatir contra su vieja enemiga, Sunset Bain.

### Earth X
En Paradise X: Heralds #1, Iron Man 2020 reclamó al Machine Man de Earth X que había asesinado a Machine Man 2020, aun mostrando que la miniserie de Earth X es un universo separado de la corriente principal y la continuidad del universo marvel.

### Queen's Vengeance
Cuando Morgan le Fay reestructuró la realidad en los tres primeros números de Heroes Return, casi todos los vengadores, pasados y actuales, fueron transformados en vengadores medievales. Machine Man se convirtió en Sir MacHinery, un juego de palabras sobre machinery. Machine Man puede verse en la portada del número dos detrás de Hércules.

## Otros medios

### Televisión
- En la serie animada de Spider-Man Unlimited , Machine Men (todas las voces puestas por Dale Wilson) sirven a las fuerzas del Alto Evolucionador en la tierra Counter-Earth. Spider-Man salvo a un Machine Man llamado X-51 del desmantelamiento en el episodio "Steel Cold Heart" y se unió a Spiderman y a las fuerzas humanas rebeldes en su lucha contra el régimen del Alto Evolucionador. Este robot es parte del grupo de Machine Men, que cambia de bando después de no querer ser desmantelado tras sufrir graves daños durante una batalla. El diseño de estos Machine Men están basados en el Machine Man original , especialmente en el color y en las habilidades. Sin embargo, tienen una diferencia bastante abrumadora si lo comparamos con la psique del Machine Man humanizado, haciendo que estos Machine Men se parezcan más los Centinelas de los X-Men.

### Música
- X-51 fue mencionado en Powerman 5000 álbum Tonight the Stars Revolt! en la canción titulada "The Son of X-51".

## Controversia
A pesar de la aparición de personajes de Nextwave en otros títulos de Marvel, en el 2006 el editor jefe Joe Quesada puso a los Nextwave en un universo separado de la continuidad normal del Universo Marvel principal.